# Ptaszewo
Ptaszewo – część wsi Kiedrowice w Polsce, położona w województwie pomorskim, w powiecie bytowskim, w gminie Lipnica. Wchodzi w skład sołectwa Kiedrowice.
W latach 1975–1998 Ptaszewo administracyjnie należało do województwa słupskiego.